# 小行星3136
小行星3136（3136 Anshan），又称为鞍山星，是由紫金山天文台在1981年11月18日发现的主带小行星。
小行星3136以辽宁省的城市鞍山市命名。